# Serralada MacDonnell
La Serralada MacDonnell, en anglès: MacDonnell Ranges, és una serralada de muntanyes i una bioregió australiana. Està situada al Northern Territory, comprenent 3,929,444 hectàrees (9,709,870 acres). Aquesta serralada fa 644 km (400 mi) de llargada constant d'una sèrie de muntanyes al centre d'Austràlia, i són serralades paral·leles discorrent a l'est i oest d'Alice Springs.
Reben el nom en honor de Richard MacDonnell (governador d'Austràlia del Sud) per part de John McDouall Stuart, en l'expedició de 1860.
Les MacDonnell Ranges sovint van ser pintades per Albert Namatjira.

## Geografia
El pic més alt és Mount Zeil amb 1,531 metres (5,023 ft). La conca de drentge comprén els rius Todd, Finke i Sandover.

## Ecologia
Forma part de l'ecoregió Central Ranges xeric scrub són la llar de nombroses espècies endèmiques incloent la granota arbòria centraliana.
El West MacDonnell National Park va ser establert el 1984.